# Selenidium curvicollum
Selenidium curvicollum is een soort in de taxonomische indeling van de Myzozoa, een stam van microscopische parasitaire dieren. Het organisme komt uit het geslacht Selenidium en behoort tot de familie Selenidiidae. Selenidium curvicollum werd in 1953 ontdekt door Bogolepova.